# Björn Harras

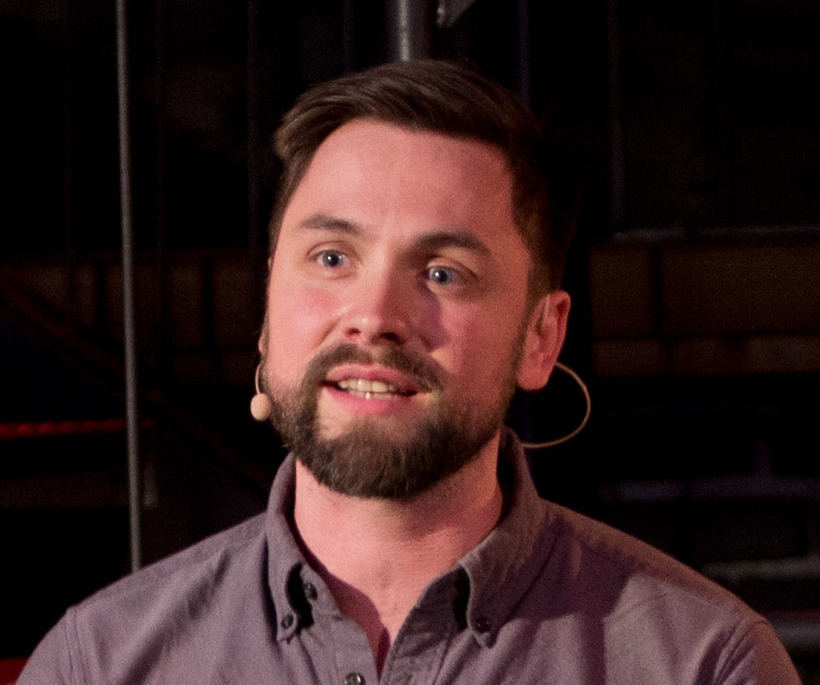
Björn Harras, 2021

Björn Harras (* 15. Oktober 1983 in Magdeburg) ist ein deutscher Schauspieler und Hörbuchsprecher.

## Leben

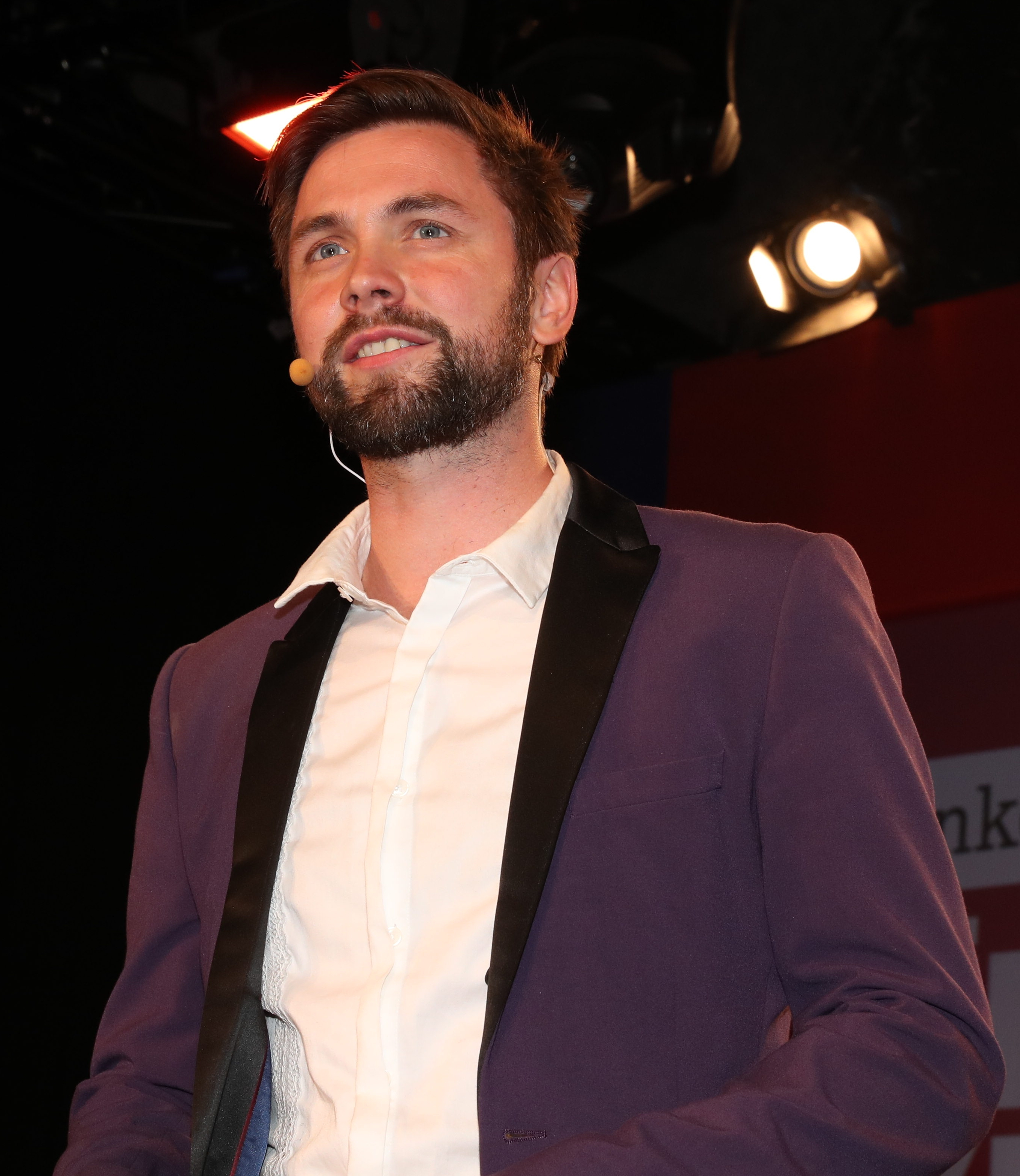
Harras beim Bundestagswahlabend (2021)

Harras absolvierte ein Schauspielstudium an der staatlichen Schauspielschule in Leipzig.
Im Mai 2007 übernahm er die Rolle des Tobias Refrath in der Sat.1-Telenovela Verliebt in Berlin. Von April 2009 bis August 2009 spielte er bei der RTL-Seifenoper Gute Zeiten, schlechte Zeiten die Rolle des Nils „Driver“ Barkhoff, einen Freund von Leonard „Lenny“ Cöster in einer Nebenrolle. Von Oktober 2009 bis November 2012 stand er erneut für Gute Zeiten, schlechte Zeiten vor der Kamera und übernahm die Hauptrolle des Patrick Graf junior.
Weitere Bekanntheit erlangte er durch die seit 2017 immer wiederkehrende Rolle des Ruprecht in Beutolomäus.
Seit 2010 ist Harras Mitglied der Improvisationstheatergruppen Die Gorillas und unterrichtet dort auch Schauspiel und Improvisationstheater.
Björn Harras unterstützt die Amadeu Antonio Stiftung, die Initiative Gesicht zeigen!, sowie den Opferfonds Cura, engagiert sich gegen Rassismus, Fremdenfeindlichkeit und für Zivilcourage. In diesem Zusammenhang hat er mit seinen Kollegen von GZSZ 2010 den Kurzfilm Nicht warten! Starten! gedreht, zu dem er auch das Drehbuch schrieb.
Seit 1999 ist er Mitglied der Partei Die Linke (bzw. deren Vorgängerpartei) im Landesverband Thüringen. Seit Dezember 2019 ist Mitglied im dortigen Landesvorstand.
2021 kandidierte er als Direktkandidat im Wahlkreis 194 Altenburg/Gera/Greiz und auf Listenplatz 6 für den Deutschen Bundestag.
Seit 2020 arbeitet er auch als Hörbuch- und Hörspielsprecher. Im gleichen Jahr produzierte er sein erstes Hörspiel „Dream Baby Dream“.

## Filmografie
- 2007: Verliebt in Berlin (Telenovela)
- 2008: Der Nebendarsteller (Kurzfilm)
- 2010–2012: Gute Zeiten, schlechte Zeiten (Serie)
- 2014: SOKO 5113 (Serie)
- 2014–2015: Vier Unschuldige und ein Todesfall (Serie)
- 2015: White Space (Kino)
- 2017: Beutolomäus und der wahre Weihnachtsmann (Serie)
- 2019: Zwischen uns die Mauer (Kino)
- 2020: MaPa (Serie, eine Folge)
- 2020: Beutolomäus und die vierte Elfe (Fernsehen)
- 2021: Kleo (Netflix)
- 2022: Mapa (Serie)
- 2023: Beutolomäus – und täglich grüßt der Weihnachtsmann (Serie)
- 2024: Ich hab den Weihnachtsmann geküsst (Fernsehfilm)
- 2024: Three Princesses (tschechisches Fernsehmärchen)

## Hörbücher
aus
- 2020: Rack (Serie)
- 2020: Aus dem Koma
- 2020: Jonas
- 2020: Die Apokalypse ist nicht das Ende der Welt
- 2020: Dream Baby Dream[10] (Hörspiel)
- 2021: Sind Sie ein Freund von Dick Tossek?
- 2021: Der Krawatten N****
- 2021: Rondo – Sechs Kugeln für den Bastard
- 2021: Kommissar Gennat und der BVG-Lohnraub
- 2023: Der Sündensammler

## Theater (Auswahl)
- 2006: Hinkemann – Studiobühne der HMT Leipzig
- 2007: Alle fürchten sich oder Die Hasen in der Hasenheide – Heimathafen Neukölln
- 2008: Spieltrieb – Theater unterm Dach
- seit 2009 Ensemblemitglied von Die Gorillas
- 2012–2014: Der eiserne Gustav – Theater am Kurfürstendamm
- 2017: Faust – Monbijou Theater Berlin
- 2021: Vorhang auf für Cyrano – Theater am Kurfürstendamm
- 2022: Rio Reiser – Mein Name ist Mensch – Theater am Kurfürstendamm

## Auszeichnungen
- 2019: Nominierung für Goldener Spatz mit Beutolomäus und der wahre Weihnachtsmann
- 2020: Nominierung als Teil des Ensembles von Mapa für den Deutschen Fernsehpreis 2020 in der Kategorie Beste Drama-Serie und den Grimme Preis.